# Tärningetorpssjön
Tärningetorpssjön är en sjö i Alvesta kommun i Småland och ingår i Mörrumsåns huvudavrinningsområde. Sjön är 5,2 meter djup, har en yta på 0,041 kvadratkilometer och befinner sig 161 meter över havet.